# Dã Tam Pha
Dã Tam Pha (tiếng Trung: 野三坡; bính âm: Yesanpo; nghĩa đen 'Ba dốc hoang') là một khu vực tự nhiên nằm ở Lai Thủy, tỉnh Hà Bắc, Trung Quốc, cách khoảng 2 giờ lái xe về phía Tây của Bắc Kinh. Khu vực này bao gồm 7 danh lam thắng cảnh chính nằm ở hai bên bờ sông Cự Mã, nơi dãy núi Thái Hành Sơn giao với Yên Sơn gồm Khu bảo tồn thiên nhiên Hẻm núi Bách Lý Hạp (dài 31 kilômét), khu du lịch sông Cự Mã, khu bảo tồn thiên nhiên Bạch Thảo Bạn, Khu du lịch động tháp phật Kỳ Tuyền, Long Môn Hạp, Kim Hoa Sơn và Tam Hoàng Sơn.
Khu thắng cảnh này được liệt kê là thắng cảnh loại AAAAA từ năm 2011 và là một địa điểm nghỉ mát nổi tiếng nhờ khí hậu mát mẻ quanh ngưỡng 22 độ C. Mặc dù là khu vực được bảo vệ nhưng trong dữ liệu của IUCN thì Dã Tam Pha không được liệt kê. Tuy nhiên, một số phần của nó như là khu bảo tồn thiên nhiên Bách Lý Hạp được liệt kê là IUCN loại V.